# Wahlbezirk Böhmen 106
Der Wahlbezirk Böhmen 106 war ein Wahlkreis für die Wahlen zum Abgeordnetenhaus im österreichischen Kronland Böhmen. Der Wahlbezirk wurde 1907 mit der Einführung der Reichsratswahlordnung geschaffen und bestand bis zum Zusammenbruch der Habsburgermonarchie.

## Geschichte
Nachdem der Reichsrat im Herbst 1906 das allgemeine, gleiche, geheime und direkte Männerwahlrecht beschlossen hatte, wurde mit 26. Jänner 1907 die große Wahlrechtsreform durch Sanktionierung von Kaiser Franz Joseph I. gültig. Mit der neuen Reichsratswahlordnung schuf man insgesamt 516 Wahlbezirke mit je einem zu wählenden Abgeordneten, die durch Direktwahl mit allfälliger Stichwahl bestimmt wurden. Der Wahlkreis Böhmen 106 umfasste die Gerichtsbezirke Böhmisch Leipa, Haida, Dauba und Wegstädtl. Nicht Teil des Wahlbezirks 106 waren die Städte Böhmisch Leipa, Haida, Dauba (Wahlbezirk Böhmen 78) und Wegstädtl (Wahlbezirk Böhmen 80). Aus der Reichsratswahl 1907 ging der Deutsche Agrarier Peter Krützner als Sieger hervor, wobei sich Krützner mit 53 Prozent bereits ersten Wahlgang durchsetzen konnte. Krützner konnte sein Mandat bei der Reichsratswahl 1911 mit 57 Prozent in der Stichwahl gegen den Sozialdemokraten Josef Schweichart verteidigen, der bereits bei der Wahl 1907 43 Prozent erreicht hatte.

## Wahlergebnisse

### Reichsratswahl 1907
Die Reichsratswahl 1907 wurde am 14. Mai 1907 (erster Wahlgang) durchgeführt. Die Stichwahl entfiel auf Grund der absoluten Mehrheit von Peter Krützner im ersten Wahlgang.
| Kandidat                                                                      | Partei                     | Wahlkreis- stimmen | Prozent |
| ----------------------------------------------------------------------------- | -------------------------- | ------------------ | ------- |
| Peter Krützner                                                                | Deutsche Agrarpartei       | 5289               | 52,8 %  |
| Josef Schweichart                                                             | Sozialdemokratische Partei | 4284               | 42,7 %  |
| Franz Heide                                                                   | Christlichsoziale Partei   | 371                | 3,7 %   |
|                                                                               | Tschechischer Zählkandidat | 27                 | 0,3 %   |
|                                                                               | Sonstige Parteien          | 51                 | 0,5 %   |
| Wahlberechtigte: 12.669, Ungültige/Leere Stimmen: 75, Wahlbeteiligung: 79,7 % |                            |                    |         |

### Reichsratswahl 1911
Die Reichsratswahl 1911 wurde am 13. Juni 1911 sowie am 20. Juni 1911 (Stichwahl) durchgeführt.

#### Erster Wahlgang
| Kandidat                                                                      | Partei                     | Wahlkreis- stimmen | Prozent |
| ----------------------------------------------------------------------------- | -------------------------- | ------------------ | ------- |
| Josef Schweichart                                                             | Sozialdemokratische Partei | 3545               | 41,6 %  |
| Peter Krützner                                                                | Deutsche Agrarpartei       | 3164               | 37,1 %  |
| Gustav Scholze                                                                | Deutschradikale Partei     | 1004               | 11,8 %  |
| Adolf Krehan                                                                  | Agrarier                   | 532                | 6,2 %   |
| Franz Heide                                                                   | Christlichsoziale Partei   | 255                | 3,0 %   |
|                                                                               | Sonstige Parteien          | 29                 | 0,3 %   |
| Wahlberechtigte: 12.789, Ungültige/Leere Stimmen: 71, Wahlbeteiligung: 67,2 % |                            |                    |         |

#### Stichwahl
| Kandidat                                                                      | Partei                     | Wahlkreis- stimmen | Prozent |
| ----------------------------------------------------------------------------- | -------------------------- | ------------------ | ------- |
| Peter Krützner                                                                | Deutsche Agrarpartei       | 4972               | 57,0 %  |
| Josef Schweichart                                                             | Sozialdemokratische Partei | 3750               | 43,0 %  |
| Wahlberechtigte: 12.789, Ungültige/Leere Stimmen: 74, Wahlbeteiligung: 68,8 % |                            |                    |         |